# オーステナイト

Fe-C系の平衡状態図。(γ)の領域がオーステナイト。
縦軸は温度（セルシウス度）、横軸は炭素の重量パーセント。

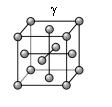
面心立方格子構造（fcc構造）のγ鉄

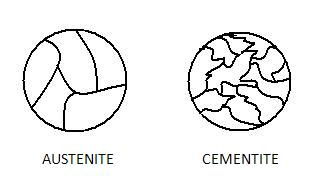
左がオーステナイトの組織形状の模式図

オーステナイト（austenite）は、鉄のγ鉄に炭素や合金元素などの他の元素が固溶したもの。イギリスの冶金学者ロバーツ・オーステンによって発見され、オーステナイトという名称は彼の名前に由来する。現在ではあまり使用されないが、組織形状が田んぼに似ていることから、日本の冶金学者本多光太郎による大洲田という漢字の当て字がある。

## 特徴
常温常圧の鉄は体心立方格子構造（bcc構造）を取り、強磁性体である。しかし温度が上昇していくと、面心立方格子構造（fcc構造）を取り、非磁性体となる。このfcc構造の鉄をγ鉄と呼び、1気圧、鉄の純度100 %の場合には、911–1392 °Cの温度領域にある。γ鉄は比較的多くの他元素を固溶することができ、γ鉄に他元素が固溶したものを、γ固溶体、またはオーステナイトと呼ぶ。

### 相転移
低温の体心立方格子からオーステナイトの面心立方格子に変態（構造相転移）する911 °CをA3点、変態することをA3変態と呼ぶ。
体心立方格子の原子の空間充填率は68 %、面心立方格子のそれは74 %で、面心立方格子のほうが高い。すなわち原子間の隙間が少ないため、A3変態を起こす際、体積は加熱する時は減少し、冷却する時は増加する。
実際には冷却する際と加熱する際でA3点は少し異なり、加熱する際は911 °Cより少し高い温度で、冷却する際は911 °Cより少し低い温度で変態を起こす。そのため加熱する際と冷却する際とで温度を区別する際は、加熱する際のA3変態（オーステナイト変態）する温度をAc3点、冷却する際のA3変態（フェライト変態）する温度をAr3点と記述する。
オーステナイト状態にある鉄を急速に冷却することで鉄はマルテンサイト状態になる。この、加熱後急冷してマルテンサイト状にする（マルテンサイト変態）行為を焼入れと呼ぶ。すなわち鉄を焼入れする時は、オーステナイトになるA3変態点を超えるまで加熱しなければならない。
純度100 %の鉄のオーステナイトをさらに熱して1392 °Cを超えると、デルタフェライト(δ鉄)に変化する。この温度をA4点という。

### 炭素の固溶
オーステナイトは、1147 °Cで最大溶解量（質量分率）2.14 %までの炭素を固溶できる。この値が、鋼と鋳鉄の分かれ目となっている。
炭素は、面心立方格子構造の中に侵入型で固溶している。炭素含有量が増加すると、オーステナイト領域の温度範囲が上下に広がる。これは、炭素を固溶することによって、オーステナイトが熱力学的に安定するためである。また、他にもNiやN、Mn、Pdが固溶するとオーステナイト領域が広がる。このような元素を、オーステナイト形成元素という。逆に、SiやMo、Ti、Vが固溶するとオーステナイト領域が狭くなる。このような元素はフェライト形成元素という。

### 磁性
結晶構造が面心立方格子のオーステナイトは、M殻のd軌道に存在する6個の電子が2個ずつ全てペアになっており、これにより磁性を打ち消し合っている。あるいは格子の大きさに応じてペアにならない孤立したスピンの向きが揃ったり反対になったりするため磁性が現れない。磁性の有無が原子構造に由来するため、切削加工や溶接などにより加工誘起マルテンサイトが生じると、その部位に磁性が生じる。